# Dolmen de Cosquer
Le dolmen de Cosquer est un nom attribué à trois dolmens distincts situé autour du village de Cosquer sur la commune de Plouharnel, dans le département français du Morbihan.

## Les dolmens
La dénomination dolmen de Cosquer est très ambiguë. Ce nom est en effet donné indistinctement à trois dolmens situés aux environs du village de Cosquer, tous les trois ayant été fouillés par W. C Lukis en 1866.

### Cosquer - Er Mané

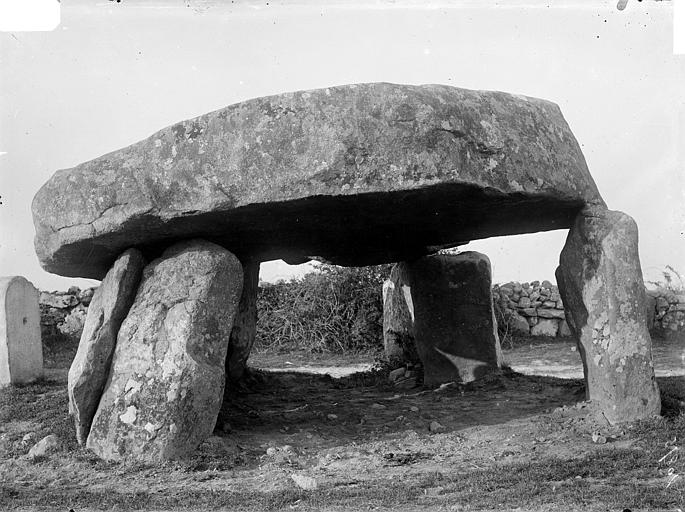
Er Mané photographié par Zacharie Le Rouzic.

Ce dolmen, appelé aussi Er Mané, est situé à la sortie nord-ouest du village. Il a classé au titre des monuments historiques sur la liste de 1889 sous le nom de dolmen de Ghoquer, une borne indicative portant ce nom a été placée sur le côté oriental de l'édifice. Le monument a été restauré par Z. Le Rouzic en 1920. L'architecture du dolmen est un peu particulière : les parois latérales de la chambre ne sont pas parallèles mais s'ouvrent en « V » vers le nord et la paroi nord-est est double. A l'origine, la chambre devait probablement avoir une forme trapézoïdale avec une entrée au sud-ouest. La chambre est recouverte par deux tables de couverture. L'édifice a momentanément été surmonté d'une croix.

### Cosquer - Beg en Orth
Ce dolmen, appelé aussi Beg en Orth, était situé au sud du village. Son architecture est connue d'après le plan qu'en a fait Lukis. Il comportait une ouverture circulaire taillée dans l'un des orthostates. Il a été détruit en 1904, il n'en demeure que quelques blocs, dont certains comportant des gravures.

### Cosquer - Mané er Roh
Ce dolmen est situé à environ 300 m au sud-est du village. Il a été exploré par Le Rouzic en 1891. Il est désormais ruiné. Sur le plan dressé par Lukis, l'entrée se trouve au sud/sud-est, la chambre est délimitée par une  douzaine d'orthostates et elle précédée d'un couloir comportant encore quatre dalles. Une dalle transversale est placée à la transition entre le couloir et la chambre réduisant le passage sur la moitié de sa largeur. Toutes les pierres sont en granite.